# William Trevor
William Trevor (n. 24 mai 1928, Mitchelstown⁠(d), Munster⁠(d), Irlanda – d. 20 noiembrie 2016, Somerset, Anglia, Regatul Unit) a fost un scriitor irlandez.
S-a născut într-o familie de protestanți. După ce a studiat istoria la Trinity College, Dublin, a fost profesor și sculptor în Irlanda și Anglia, iar din 1954, când s-a stabilit la Londra, a devenit copywriter. În 1958 a debutat cu romanul A Standard of Behaviour, urmând apoi o serie de romane, volume de nuvele și povestiri, piese de teatru și scenarii de film. William Trevor este membru al Academiei Irlandeze.

## Premii
- Hawthornden Prize, 1964, pentru The Old Boys („Colegi de odinioară”)
- Whitbread Prize, 1976, pentru The Children of Dynmouth
- Allied Irish Banks Prize, 1976, la categoria ficțiune
- Heinemann Award, 1976, la categoria ficțiune
- Giles Cooper Award, 1980, pentru Beyond the Pale
- Giles Cooper Award, 1982, pentru Autumn Sunshine
- Whitbread Prize, 1983, pentru Fools of Fortune
- Whitbread Prize, 1994, pentru Felicia's Journey („Călătoria Feliciei”)
- David Cohen British Literature Prize,1999
- Irish Literature Prize, 2001
- Kerry Group Irish Fiction Award, 2003

## Nominalizări laBooker Prize
- 1970: pentru Mrs. Eckdorf in O’Neill’s Hotel
- 1991: pentru Reading Turgenev (Citindu-l pe Turgheniev)
- 2002: pentru The Story of Lucy Gault (Povestea lui Lucy Gault)

## Opera

### Romane apărute în limba română
- Colegi de odinioară, Editura pentru Literatură Universală, 1969
- Citindu-l pe Turgheniev, Editura Polirom, 2002
- Călătoria Feliciei, Editura Nemira, 2007
- Povestea lui Lucy Gault, Editura Corint, 2008

### Romane și nuvele
- A Standard of Behaviour (Hutchinson, 1958)
- The Old Boys (Bodley Head, 1964)
- The Boarding House (Bodley Head, 1965)
- The Love Department (Bodley Head, 1966)
- Mrs Eckdorf in O'Neill's Hotel (Bodley Head, 1969)
- Miss Gomez and the Brethren (Bodley Head, 1971)
- Elizabeth Alone (Bodley Head, 1973)
- The Children of Dynmouth (Bodley Head, 1976)
- The Distant Past (Poolbeg Press, 1979)
- Other People's Worlds (Bodley Head, 1980)
- Fools of Fortune (Bodley Head, 1983)
- Nights at the Alexandra (Hutchinson, 1987)
- The Silence in the Garden (Bodley Head, 1988)
- Two Lives (Viking Press, 1991)
- Felicia's Journey (Viking, 1994)
- Death in Summer (Viking, 1998)
- The Story of Lucy Gault (Viking, 2002)
- Love and Summer (Viking, 2009)
- The Dressmaker's Child (Pinguin Books)

### Dramă
- Play for Today: O Fat White Woman (1971,[18] adaptation from short story)
- The Old Boys (Davis-Poynter, 1971)
- A Night with Mrs da Tanka (Samuel French, 1972)
- Going Home (Samuel French, 1972)
- Marriages (Samuel French, 1973)
- Scenes from an Album (Co-Op Books (Dublin), 1981)

## Legături externe
- William Trevor at Contemporary Writers
- William Trevor at Literature Guide
- William Trevor at Read Ireland
- William Trevor archives at The New Yorker
- „William Trevor, The Art of Fiction No. 108”. The Paris Review (Interviu) (110). Interviu cu Mira Stout. 1989. Parametru necunoscut |subject-link= ignorat (ajutor)

Interviuri
- Interview with John Tusa, BBC Radio 2010
- Interview with Mark Lawson, BBC Radio 2009